# Boy van Poppel
Boy van Poppel (Utrecht, 18 de gener de 1988) és un ciclista neerlandès, fill de Jean-Paul van Poppel i germà gran de Danny van Poppel. Professional des del 2012 fins al 2024, el seu darrer equip fou l'Intermarché-Wanty-Gobert Matériaux.

## Palmarès en ruta
- 2006
  - Vencedor d'una etapa als Tres dies d'Axel
- 2008
  - Vencedor d'una etapa al Tour de Missouri
- 2009
  - Vencedor d'una etapa al Tour de Normandia
- 2010
  - Vencedor d'una etapa al Kreiz Breizh Elites

### Resultats al Tour de França
- 2013. 144è de la classificació general
- 2021. 117è de la classificació general

### Resultats al Giro d'Itàlia
- 2014. 131è de la classificació general
- 2015. 146è de la classificació general
- 2016. Fora de control (8a etapa)
- 2018. 135è de la classificació general

### Resultats a la Volta a Espanya
- 2015. 158è de la classificació general
- 2022. Abandona (12a etapa)[2]
- 2023. 124è de la classificació general

## Palmarès en ciclocròs
- 2004-2005
  -  Campió dels Països Baixos en ciclocròs júnior
- 2005-2006
  -  Campió del món en ciclocròs júnior
  -  Campió dels Països Baixos en ciclocròs júnior
- 2007-2008
  -  Campió dels Països Baixos en ciclocròs sub-23
- 2008-2009
  -  Campió dels Països Baixos en ciclocròs sub-23